# 솔라루프
솔라루프(영어: solar roof)는 태양광 패널을 활용해 배터리를 충전하는 시스템이다.

## 상세
솔라루프를 통해 전기를 얻을 수 있으며, 주로 전기 사용량이 많은 건물 옥상이나 자동차 등에 적용된다. 차량 솔라루프의 경우 야외에서 하루 6시간씩 충전할 시 1년 기준 총 1,300km 주행이 가능하다. 차량에 설치된 솔라패널 내에 태양광이 들어오면 전기가 발생하며, 전력의 효율을 높이기 위해 제어기를 거쳐 주행용과 시동용 배터리에 동시에 저장되고 사용된다.

## 충전방식
충전 방식은 크게 2가지로 나뉜다. 솔라패널에서 차량 배터리로 직접 충전하는 방식과 솔라에너지가 별도 솔라배터리를 거쳐 차량 배터리로 충전하는 방식이다. 현대자동차 쏘나타 하이브리드는 직접 충전하는 방식이며, 토요타 프리우스 프라임은 후자이다.

## 같이 보기
- 전기자동차
- 태양광
- 전기